# Друга Јадранска лига у кошарци 2023/24.
Друга Јадранска лига у кошарци 2023/24, или АБА 2 лига 2023/24. (енгл. 2022—23 ABA 2 League), седма је сезона регионалне кошаркашке лиге која окупља клубове из држава некадашње СФР Југославије. Такмичењем управља организација АБА лига ј.т.д. Због спонзорског уговора са Новом љубљанском банком пун назив лиге ове сезоне гласи НЛБ АБА 2 лига (енгл. NLB ABA 2 League). Виши ранг је Јадранска лига у кошарци.
На основу пласмана у домаћим првенствима место у овој сезони Друге Јадранске лиге обезбедило је следећих 13 клубова: Борац , ГГД Шенчур, Златибор Голд гондола, Кансаи Хелиос, МЗТ Скопље Аеродром, Пелистер, Подгорица, Спартак Офис шуз, Сутјеска Електропривреда, ТФТ Моцарт, Цедевита Јуниор, Шибенка и Широки ТТ кабели.
Четрнаести учесник био је познат тек након квалификација, које су се одиграле крајем септембра и почетком октобра 2023. године. У квалификацијама су учествовала четири клуба: Босна Меридијанбет, Војводина МТС, Илирија и Спарс Сарајево Победник је била Војводина МТС.

## Квалификације
Сви парови су играли по две утакмице (једну на домаћем и једну на гостујућем терену), а о победнику је одлучивала збирна кош разлика.

### Полуфинале
| Пар | Екипа 1            | Укупан рез. | Екипа 2       | 1. утакмица | 2. утакмица |
| --- | ------------------ | ----------- | ------------- | ----------- | ----------- |
| 1.  | Спарс Сарајево     | 158 : 191   | Војводина МТС | 81 : 97     | 77 : 94     |
| 2.  | Босна Меридијанбет | 160 : 151   | Илирија       | 83 : 81     | 77 : 70     |

### Финале
| Пар | Екипа 1            | Укупан рез. | Екипа 2       | 1. утакмица | 2. утакмица |
| --- | ------------------ | ----------- | ------------- | ----------- | ----------- |
| 1.  | Босна Меридијанбет | 152 : 163   | Војводина МТС | 75 : 78     | 77 : 85     |

- [6]

## Учесници у сезони 2023/24.
| Клуб                     | Место         |
| ------------------------ | ------------- |
| Борац                    | Бања Лука     |
| Војводина МТС            | Нови Сад      |
| ГГД Шенчур               | Шенчур        |
| Златибор Голд гондола    | Чајетина      |
| Кансаи Хелиос            | Домжале       |
| МЗТ Скопље Аеродром      | Скопље        |
| Пелистер                 | Битољ         |
| Подгорица                | Подгорица     |
| Спартак Офис шуз         | Суботица      |
| Сутјеска Електропривреда | Никшић        |
| ТФТ Моцарт               | Скопље        |
| Цедевита Јуниор          | Загреб        |
| Шибенка                  | Шибеник       |
| Широки ТТ кабели         | Широки Бријег |

## Турнири
| Место         | Дворана                             | Капацитет | Фаза такмичења     | Трајање                       |
| ------------- | ----------------------------------- | --------- | ------------------ | ----------------------------- |
| Суботица      | Хала спортова Дудова шума           | 3.000     | од 1. до 2. кола   | 9—13. октобар 2023.           |
| Чајетина      | Спортско-туристички центар Златибор | 712       | од 3. до 5. кола   | 13—20. новембар 2023.         |
| Широки Бријег | Дворана Пецара                      | 4.500     | од 6. до 7. кола   | 18—22. децембар 2023.         |
| Нови Сад      | Мала сала СПЕНС-а                   | 1.030     | од 8. до 10. кола  | 29. јануар — 5. фебруар 2024. |
| Широки Бријег | Дворана Пецара                      | 4.500     | од 11. до 13. кола | 18—24. март 2024.             |

## Резултати по колима

### Први турнир (кола 1—2)
| 1. коло, 9—11.10.2023.       |       |
| Борац — Шибенка              | 88:81 |
| Војводина — Широки           | 71:80 |
| ТФТ — Златибор               | 74:93 |
| Подгорица — Сутјеска         | 91:98 |
| Спартак — Хелиос             | 80:73 |
| МЗТ Скопље — Цедевита Јуниор | 79:92 |
| ГГД Шенчур — Пелистер        | 78:82 |

| 2. коло, 11—13.10.2023.     |        |
| Широки — ТФТ                | 85:66  |
| Шибенка — Златибор          | 80:101 |
| Борац — Подгорица           | 66:67  |
| Сутјеска — Спартак          | 81:89  |
| Цедевита Јуниор — Војводина | 71:86  |
| Пелистер — МЗТ Скопље       | 78:91  |
| Хелиос — ГГД Шенчур         | 71:76  |

### Други турнир (кола 3—5)
| 3. коло, 13—15.11.2023. |       |
| Спартак — Борац         | 79:68 |
| Подгорица — Шибенка     | 91:74 |
| ГГД Шенчур — Сутјеска   | 74:89 |
| МЗТ Скопље — Хелиос     | 83:87 |
| Златибор — Широки       | 98:72 |
| ТФТ — Цедевита Јуниор   | 78:68 |
| Војводина — Пелистер    | 74:64 |

| 4. коло, 15—17.11.2023.    |       |
| Борац — ГГД Шенчур         | 65:56 |
| Подгорица — Спартак        | 78:67 |
| Сутјеска — МЗТ Скопље      | 64:93 |
| Цедевита Јуниор — Златибор | 88:85 |
| Шибенка — Широки           | 73:80 |
| Хелиос — Војводина         | 83:89 |
| Пелистер — ТФТ             | 83:79 |

| 5. коло, 18—20.11.2023.  |       |
| ГГД Шенчур — Подгорица   | 71:68 |
| МЗТ Скопље — Борац       | 67:61 |
| Широки — Цедевита Јуниор | 84:65 |
| Спартак — Шибенка        | 77:71 |
| Војводина — Сутјеска     | 79:62 |
| ТФТ — Хелиос             | 63:70 |
| Златибор — Пелистер      | 84:76 |

### Трећи турнир (кола 6—7)
| 6. коло, 18—20.12.2023.   |        |
| Шибенка — Цедевита Јуниор | 79:69  |
| Пелистер — Широки         | 66:75  |
| Хелиос — Златибор         | 72:89  |
| Спартак — ГГД Шенчур      | 109:76 |
| Сутјеска — ТФТ            | 74:60  |
| Борац — Војводина         | 63:70  |
| Подгорица — МЗТ Скопље    | 74:78  |

| 7. коло, 20—22.12.2023.    |       |
| Широки — Хелиос            | 82:63 |
| Цедевита Јуниор — Пелистер | 78:74 |
| Златибор — Сутјеска        | 84:72 |
| ГГД Шенчур — Шибенка       | 78:57 |
| ТФТ — Борац                | 65:66 |
| Војводина — Подгорица      | 71:77 |
| МЗТ Скопље — Спартак       | 81:86 |

### Четврти турнир (кола 8—10)
| 8. коло, 29—31.1.2024.   |       |
| Борац — Златибор         | 79:81 |
| Спартак — Војводина      | 71:79 |
| Подгорица — ТФТ          | 88:83 |
| Хелиос — Цедевита Јуниор | 88:68 |
| Сутјеска — Широки        | 76:81 |
| ГГД Шенчур — МЗТ Скопље  | 73:75 |
| Шибенка — Пелистер       | 78:85 |

| 9. коло, 31.1—2.2.2024.    |       |
| ТФТ — Спартак              | 64:93 |
| Златибор — Подгорица       | 90:68 |
| Широки — Борац             | 68:74 |
| Војводина — ГГД Шенчур     | 92:73 |
| Цедевита Јуниор — Сутјеска | 80:76 |
| Пелистер — Хелиос          | 83:81 |
| МЗТ Скопље — Шибенка       | 93:77 |

| 10. коло, 3—5.2.2024.   |        |
| Спартак — Златибор      | 102:95 |
| ГГД Шенчур — ТФТ        | 77:85  |
| Борац — Цедевита Јуниор | 81:71  |
| Подгорица — Широки      | 78:77  |
| Сутјеска — Пелистер     | 79:78  |
| Шибенка — Хелиос        | 71:88  |
| МЗТ Скопље — Војводина  | 89:84  |

### Пети турнир (кола 11—13)
| 11. коло, 18—20.3.2024.     |       |
| Пелистер — Борац            | 73:72 |
| Хелиос — Сутјеска           | 53:74 |
| Војводина — Шибенка         | 81:68 |
| Цедевита Јуниор — Подгорица | 79:85 |
| Широки — Спартак            | 67:95 |
| ТФТ — МЗТ Скопље            | 69:65 |
| Златибор — ГГД Шенчур       | 87:75 |

| 12. коло, 20—22.3.2024.   |       |
| Борац — Хелиос            | 0:20  |
| Шибенка — Сутјеска        | 72:80 |
| Спартак — Цедевита Јуниор | 83:80 |
| Подгорица — Пелистер      | 86:81 |
| Војводина — ТФТ           | 72:50 |
| МЗТ Скопље — Златибор     | 85:90 |
| ГГД Шенчур — Широки       | 76:79 |

| 13. коло, 22—24.3.2024.      |       |
| Сутјеска — Борац             | 75:83 |
| Пелистер — Спартак           | 81:88 |
| Хелиос — Подгорица           | 76:75 |
| ТФТ — Шибенка                | 76:89 |
| Златибор — Војводина         | 75:83 |
| Цедевита Јуниор — ГГД Шенчур | 76:81 |
| Широки — МЗТ Скопље          | 82:79 |

- [8]

Легенда:

## Табела
|     | Тим                      | Игр. | Поб. | Изг. | П+   | П-   | П+/- | Бод |
| --- | ------------------------ | ---- | ---- | ---- | ---- | ---- | ---- | --- |
| 1.  | Спартак Офис шуз         | 13   | 11   | 2    | 1119 | 994  | +125 | 24  |
| 2.  | Војводина МТС            | 13   | 10   | 3    | 1031 | 926  | +105 | 23  |
| 3.  | Златибор Голд гондола    | 13   | 10   | 3    | 1152 | 1026 | +126 | 23  |
| 4.  | Широки ТТ кабели         | 13   | 9    | 4    | 1012 | 980  | +32  | 22  |
| 5.  | МЗТ Скопље Аеродром      | 13   | 8    | 5    | 1088 | 1017 | +71  | 21  |
| 6.  | Подгорица                | 13   | 8    | 5    | 1026 | 1011 | +15  | 21  |
| 7.  | Сутјеска Електропривреда | 13   | 6    | 7    | 1000 | 1017 | -17  | 19  |
| 8.  | Кансаи Хелиос            | 13   | 6    | 7    | 925  | 933  | -8   | 19  |
| 9.  | Борац                    | 13   | 6    | 7    | 866  | 873  | -7   | 19  |
| 10. | Пелистер                 | 13   | 5    | 8    | 1004 | 1043 | -39  | 18  |
| 11. | ГГД Шенчур               | 13   | 4    | 9    | 964  | 1035 | -71  | 17  |
| 12. | Цедевита Јуниор          | 13   | 4    | 9    | 985  | 1059 | -74  | 17  |
| 13. | Шибенка                  | 13   | 2    | 11   | 970  | 1087 | -117 | 15  |
| 14. | ТФТ Моцарт               | 13   | 2    | 11   | 912  | 1053 | -141 | 15  |

- [9]

Легенда:

## Разигравање за титулу (Плеј-оф)
|  | Четвртфинале             | Четвртфинале        | Четвртфинале | Четвртфинале |                  |    | Полуфинале | Полуфинале | Полуфинале | Полуфинале |  |  | Финале | Финале | Финале | Финале |
|  |                          |                     |              |              |                  |    |            |            |            |            |  |  |        |        |        |        |
|  |                          |                     |              |              |                  |    |            |            |            |            |  |  |        |        |        |        |
|  |                          |                     |              |              |                  |    |            |            |            |            |  |  |        |        |        |        |
|  | Спартак Офис шуз         | 84                  | 79           | 163          |                  |    |            |            |            |            |  |  |        |        |        |        |
|  | Спартак Офис шуз         | 84                  | 79           | 163          |                  |    |            |            |            |            |  |  |        |        |        |        |
|  | Кансаи Хелиос            | 71                  | 68           | 139          |                  |    |            |            |            |            |  |  |        |        |        |        |
|  | Кансаи Хелиос            | 71                  | 68           | 139          | Спартак Офис шуз | 78 | 98         | 176        |            |            |  |  |        |        |        |        |
|  |                          |                     |              |              | Спартак Офис шуз | 78 | 98         | 176        |            |            |  |  |        |        |        |        |
|  |                          | МЗТ Скопље Аеродром | 73           | 64           | 137              |    |            |            |            |            |  |  |        |        |        |        |
|  | Широки ТТ кабели         | МЗТ Скопље Аеродром | 73           | 64           | 137              | 69 | 70         | 139        |            |            |  |  |        |        |        |        |
|  | Широки ТТ кабели         |                     |              |              |                  | 69 | 70         | 139        |            |            |  |  |        |        |        |        |
|  | МЗТ Скопље Аеродром      | 85                  | 68           | 153          |                  |    |            |            |            |            |  |  |        |        |        |        |
|  | МЗТ Скопље Аеродром      | 85                  | 68           | 153          | Спартак Офис шуз | 74 | 80         | 154        |            |            |  |  |        |        |        |        |
|  |                          |                     |              |              | Спартак Офис шуз | 74 | 80         | 154        |            |            |  |  |        |        |        |        |
|  |                          | Војводина МТС       | 73           | 74           | 147              |    |            |            |            |            |  |  |        |        |        |        |
|  | Војводина МТС            | Војводина МТС       | 73           | 74           | 147              | 89 | 81         | 170        |            |            |  |  |        |        |        |        |
|  | Војводина МТС            |                     |              |              |                  | 89 | 81         | 170        |            |            |  |  |        |        |        |        |
|  | Сутјеска Електропривреда | 84                  | 70           | 154          |                  |    |            |            |            |            |  |  |        |        |        |        |
|  | Сутјеска Електропривреда | 84                  | 70           | 154          | Војводина МТС    | 80 | 97         | 177        |            |            |  |  |        |        |        |        |
|  |                          |                     |              |              | Војводина МТС    | 80 | 97         | 177        |            |            |  |  |        |        |        |        |
|  |                          | Подгорица           | 98           | 55           | 153              |    |            |            |            |            |  |  |        |        |        |        |
|  | Златибор Голд гондола    | Подгорица           | 98           | 55           | 153              | 89 | 93         | 182        |            |            |  |  |        |        |        |        |
|  | Златибор Голд гондола    |                     |              |              |                  | 89 | 93         | 182        |            |            |  |  |        |        |        |        |
|  | Подгорица                | 113                 | 100          | 213          |                  |    |            |            |            |            |  |  |        |        |        |        |
|  | Подгорица                | 113                 | 100          | 213          |                  |    |            |            |            |            |  |  |        |        |        |        |

### Четвртфинале
Први пар:
| 9. 4. 2024. 18:00 | Извештај | Кансаи Хелиос                                                                  | 71 : 84 | Спартак Офис шуз                          | Спортска дворана Домжале, Домжале Гледаоци: 1.872 Судије: Лука Кардум, Крунослав Пеић, Марко Мустапић |  |
| 9. 4. 2024. 18:00 | Извештај | Четвртине: 19 : 22, 14 : 19, 18 : 20, 20 : 23                                  |         |                                           | Спортска дворана Домжале, Домжале Гледаоци: 1.872 Судије: Лука Кардум, Крунослав Пеић, Марко Мустапић |  |
| 9. 4. 2024. 18:00 | Извештај | Поени: Неманич 16 Скокови: Бернард 8 Асистенције: Неманич 18 Индекс: Бернард 3 |         | Барна 27 Барна, Мозли 7 Гордић 6 Барна 36 | Спортска дворана Домжале, Домжале Гледаоци: 1.872 Судије: Лука Кардум, Крунослав Пеић, Марко Мустапић |  |

| 16. 4. 2024. 20:00 | Извештај | Спартак Офис шуз                                                                             | 79 : 68 | Кансаи Хелиос                                                   | Хала спортова Дудова шума, Суботица Гледаоци: 950 Судије: Саша Пукл, Денис Хаџић, Крешимир Катић |  |
| 16. 4. 2024. 20:00 | Извештај | Четвртине: 21 : 17, 23 : 27, 12 : 12, 23 : 12                                                |         |                                                                 | Хала спортова Дудова шума, Суботица Гледаоци: 950 Судије: Саша Пукл, Денис Хаџић, Крешимир Катић |  |
| 16. 4. 2024. 20:00 | Извештај | Поени: Барна, Милисављевић 13 Скокови: Медаревић 8 Асистенције: Тејић 6 Индекс: Медаревић 16 |         | Бернард 21 Данеу, Цопот 6 Бернард, Бломгрен 3 Бернард, Цопот 19 | Хала спортова Дудова шума, Суботица Гледаоци: 950 Судије: Саша Пукл, Денис Хаџић, Крешимир Катић |  |
| 16. 4. 2024. 20:00 | Извештај | 163 : 139                                                                                    |         |                                                                 | Хала спортова Дудова шума, Суботица Гледаоци: 950 Судије: Саша Пукл, Денис Хаџић, Крешимир Катић |  |

Други пар:
| 10. 4. 2024. 18:00 | Извештај | Сутјеска Електропривреда                                                               | 84 : 89 | Војводина МТС                                          | Спортски центар Никшић, Никшић Гледаоци: 2.850 Судије: Томислав Хордов, Драган Поробић, Томислав Стапић |  |
| 10. 4. 2024. 18:00 | Извештај | Четвртине: 21 : 22, 18 : 25, 17 : 18, 28 : 24                                          |         |                                                        | Спортски центар Никшић, Никшић Гледаоци: 2.850 Судије: Томислав Хордов, Драган Поробић, Томислав Стапић |  |
| 10. 4. 2024. 18:00 | Извештај | Поени: Спасојевић 20 Скокови: Баровић 10 Асистенције: Митровић 4 Индекс: Спасојевић 16 |         | Канингам 25 Николић 9 Љубичић, Ракићевић 4 Канингам 28 | Спортски центар Никшић, Никшић Гледаоци: 2.850 Судије: Томислав Хордов, Драган Поробић, Томислав Стапић |  |

| 17. 4. 2024. 17:00 | Извештај | Војводина МТС                                                                             | 81 : 70 | Сутјеска Електропривреда                        | Мала сала СПЕНС-а, Нови Сад Гледаоци: 1.000 Судије: Дамир Јавор, Сашо Петек, Едо Јавор |  |
| 17. 4. 2024. 17:00 | Извештај | Четвртине: 20 : 11, 28 : 12, 12 : 21, 21 : 26                                             |         |                                                 | Мала сала СПЕНС-а, Нови Сад Гледаоци: 1.000 Судије: Дамир Јавор, Сашо Петек, Едо Јавор |  |
| 17. 4. 2024. 17:00 | Извештај | Поени: Канингам 20 Скокови: Бумбић 7 Асистенције: Бумбић, Ракићевић 5 Индекс: Канингам 22 |         | Спасојевић 13 Баровић 7 Кочовић 5 Спасојевић 14 | Мала сала СПЕНС-а, Нови Сад Гледаоци: 1.000 Судије: Дамир Јавор, Сашо Петек, Едо Јавор |  |
| 17. 4. 2024. 17:00 | Извештај | 170 : 154                                                                                 |         |                                                 | Мала сала СПЕНС-а, Нови Сад Гледаоци: 1.000 Судије: Дамир Јавор, Сашо Петек, Едо Јавор |  |

Трећи пар:
| 9. 4. 2024. 20:00 | Извештај | Подгорица                                                            | 113 : 89 | Златибор Голд гондола                                     | Бемакс арена, Подгорица Гледаоци: 500 Судије: Јосип Радојковић, Нермин Никшић, Иван Милићевић |  |
| 9. 4. 2024. 20:00 | Извештај | Четвртине: 33 : 26, 30 : 15, 26 : 27, 24 : 21                        |          |                                                           | Бемакс арена, Подгорица Гледаоци: 500 Судије: Јосип Радојковић, Нермин Никшић, Иван Милићевић |  |
| 9. 4. 2024. 20:00 | Извештај | Поени: Слај 24 Скокови: Петров 7 Асистенције: Слај 6 Индекс: Слај 34 |          | Ђукановић, Ковачевић 19 Глишић 7 Захирагић 4 Ковачевић 18 | Бемакс арена, Подгорица Гледаоци: 500 Судије: Јосип Радојковић, Нермин Никшић, Иван Милићевић |  |

| 16. 4. 2024. 18:00 | Извештај | Златибор Голд гондола                                                          | 93 : 100 | Подгорица                           | Спортско-туристички центар Златибор, Чајетина Гледаоци: 150 Судије: Томислав Хордов, Марио Мајкић, Марко Мустапић |  |
| 16. 4. 2024. 18:00 | Извештај | Четвртине: 21 : 25, 24 : 22, 18 : 33, 30 : 20                                  |          |                                     | Спортско-туристички центар Златибор, Чајетина Гледаоци: 150 Судије: Томислав Хордов, Марио Мајкић, Марко Мустапић |  |
| 16. 4. 2024. 18:00 | Извештај | Поени: Ђукановић 18 Скокови: Глишић 7 Асистенције: Шпан 7 Индекс: Ђукановић 23 |          | Кунц 15 Анђушић 8 Слај 8 Анђушић 21 | Спортско-туристички центар Златибор, Чајетина Гледаоци: 150 Судије: Томислав Хордов, Марио Мајкић, Марко Мустапић |  |
| 16. 4. 2024. 18:00 | Извештај | 182 : 213                                                                      |          |                                     | Спортско-туристички центар Златибор, Чајетина Гледаоци: 150 Судије: Томислав Хордов, Марио Мајкић, Марко Мустапић |  |

Четврти пар:
| 10. 4. 2024. 20:00 | Извештај | МЗТ Скопље Аеродром                                                                                    | 85 : 69 | Широки ТТ кабели                                 | Спортска хала Јане Сандански, Скопље Гледаоци: 2.500 Судије: Миливоје Јовчић, Иван Стефановић, Владимир Томић |  |
| 10. 4. 2024. 20:00 | Извештај | Четвртине: 18 : 17, 19 : 24, 21 : 13, 27 : 15                                                          |         |                                                  | Спортска хала Јане Сандански, Скопље Гледаоци: 2.500 Судије: Миливоје Јовчић, Иван Стефановић, Владимир Томић |  |
| 10. 4. 2024. 20:00 | Извештај | Поени: В. Стојановски 21 Скокови: Танасковић 7 Асистенције: В. Стојановски 4 Индекс: В. Стојановски 23 |         | Јунаковић 16 Јукић 7 Вујановић, Јукић 3 Брала 15 | Спортска хала Јане Сандански, Скопље Гледаоци: 2.500 Судије: Миливоје Јовчић, Иван Стефановић, Владимир Томић |  |

| 17. 4. 2024. 19:00 | Извештај | Широки ТТ кабели                                                           | 70 : 68 | МЗТ Скопље Аеродром                                                   | Дворана Пецара, Широки Бријег Гледаоци: 500 Судије: Милош Кољеншић, Јосип Радојковић, Војислав Лепетић |  |
| 17. 4. 2024. 19:00 | Извештај | Четвртине: 18 : 16, 21 : 12, 14 : 26, 17 : 14                              |         |                                                                       | Дворана Пецара, Широки Бријег Гледаоци: 500 Судије: Милош Кољеншић, Јосип Радојковић, Војислав Лепетић |  |
| 17. 4. 2024. 19:00 | Извештај | Поени: Чолак 18 Скокови: Пепин 6 Асистенције: Јунаковић 5 Индекс: Чолак 22 |         | Делалић 18 Д. Стојановски 8 Гилон, В. Стојановски 4 Д. Стојановски 18 | Дворана Пецара, Широки Бријег Гледаоци: 500 Судије: Милош Кољеншић, Јосип Радојковић, Војислав Лепетић |  |
| 17. 4. 2024. 19:00 | Извештај | 139 : 153                                                                  |         |                                                                       | Дворана Пецара, Широки Бријег Гледаоци: 500 Судије: Милош Кољеншић, Јосип Радојковић, Војислав Лепетић |  |

### Полуфинале
Први пар:
| 27. 4. 2024. 19:00 | Извештај | МЗТ Скопље Аеродром                                                                                 | 73 : 78 | Спартак Офис шуз                               | Спортска хала Јане Сандански, Скопље Гледаоци: 1.500 Судије: Милан Недовић, Игор Драгојевић, Радош Савовић |  |
| 27. 4. 2024. 19:00 | Извештај | Четвртине: 15 : 23, 16 : 12, 24 : 17, 18 : 26                                                       |         |                                                | Спортска хала Јане Сандански, Скопље Гледаоци: 1.500 Судије: Милан Недовић, Игор Драгојевић, Радош Савовић |  |
| 27. 4. 2024. 19:00 | Извештај | Поени: В. Стојановски 20 Скокови: Баковић, Делалић 6 Асистенције: Гилон 6 Индекс: В. Стојановски 25 |         | Гордић 16 Барна, Медаревић 8 Гордић 6 Барна 20 | Спортска хала Јане Сандански, Скопље Гледаоци: 1.500 Судије: Милан Недовић, Игор Драгојевић, Радош Савовић |  |

| 4. 5. 2024. 19:00 | Извештај | Спартак Офис шуз                                                               | 98 : 64 | МЗТ Скопље Аеродром                    | Хала спортова Дудова шума, Суботица Гледаоци: 3.000 Судије: Томислав Хордов, Драган Поробић, Томислав Вовк |  |
| 4. 5. 2024. 19:00 | Извештај | Четвртине: 25 : 20, 32 : 12, 21 : 20, 20 : 12                                  |         |                                        | Хала спортова Дудова шума, Суботица Гледаоци: 3.000 Судије: Томислав Хордов, Драган Поробић, Томислав Вовк |  |
| 4. 5. 2024. 19:00 | Извештај | Поени: Барна 19 Скокови: Радосављевић 7 Асистенције: Гордић 7 Индекс: Барна 24 |         | Ворку 14 три играча 5 Гилон 4 Ворку 15 | Хала спортова Дудова шума, Суботица Гледаоци: 3.000 Судије: Томислав Хордов, Драган Поробић, Томислав Вовк |  |
| 4. 5. 2024. 19:00 | Извештај | 176 : 137                                                                      |         |                                        | Хала спортова Дудова шума, Суботица Гледаоци: 3.000 Судије: Томислав Хордов, Драган Поробић, Томислав Вовк |  |

Други пар:
| 24. 4. 2024. 17:00 | Извештај | Подгорица                                                             | 98 : 80 | Војводина МТС                               | Бемакс арена, Подгорица Гледаоци: 400 Судије: Денис Хаџић, Марио Мајкић, Гордан Терлевић |  |
| 24. 4. 2024. 17:00 | Извештај | Четвртине: 25 : 25, 22 : 21, 22 : 15, 29 : 19                         |         |                                             | Бемакс арена, Подгорица Гледаоци: 400 Судије: Денис Хаџић, Марио Мајкић, Гордан Терлевић |  |
| 24. 4. 2024. 17:00 | Извештај | Поени: Кунц 26 Скокови: Петров 8 Асистенције: Слај 12 Индекс: Кунц 28 |         | Бањац, Вучетић 13 Бањац 6 Џонсон 3 Бањац 20 | Бемакс арена, Подгорица Гледаоци: 400 Судије: Денис Хаџић, Марио Мајкић, Гордан Терлевић |  |

| 2. 5. 2024. 19:00 | Извештај | Војводина МТС                                                                          | 97 : 55 | Подгорица                                                | Мала сала СПЕНС-а, Нови Сад Гледаоци: 800 Судије: Лука Кардум, Јосип Радојковић, Марко Мустапић |  |
| 2. 5. 2024. 19:00 | Извештај | Четвртине: 22 : 12, 20 : 15, 30 : 8, 25 : 20                                           |         |                                                          | Мала сала СПЕНС-а, Нови Сад Гледаоци: 800 Судије: Лука Кардум, Јосип Радојковић, Марко Мустапић |  |
| 2. 5. 2024. 19:00 | Извештај | Поени: Канингам 20 Скокови: четири играча 6 Асистенције: Љубичић 8 Индекс: Канингам 29 |         | Ђукановић 17 Анђушић 7 Анђушић, Ђукановић 2 Ђукановић 13 | Мала сала СПЕНС-а, Нови Сад Гледаоци: 800 Судије: Лука Кардум, Јосип Радојковић, Марко Мустапић |  |
| 2. 5. 2024. 19:00 | Извештај | 177 : 153                                                                              |         |                                                          | Мала сала СПЕНС-а, Нови Сад Гледаоци: 800 Судије: Лука Кардум, Јосип Радојковић, Марко Мустапић |  |

### Финале
| 9. 5. 2024. 19:00 | Извештај | Војводина МТС                                                                         | 73 : 74 | Спартак Офис шуз                         | Велика сала СПЕНС-а, Нови Сад Гледаоци: 6.000 Судије: Илија Белошевић, Денис Хаџић, Радош Савовић |  |
| 9. 5. 2024. 19:00 | Извештај | Четвртине: 20 : 27, 10 : 13, 19 : 17, 24 : 17                                         |         |                                          | Велика сала СПЕНС-а, Нови Сад Гледаоци: 6.000 Судије: Илија Белошевић, Денис Хаџић, Радош Савовић |  |
| 9. 5. 2024. 19:00 | Извештај | Поени: Ракићевић 19 Скокови: Канингам 6 Асистенције: Ракићевић 4 Индекс: Ракићевић 20 |         | Церовина 13 Тејић 7 Гордић 8 Церовина 15 | Велика сала СПЕНС-а, Нови Сад Гледаоци: 6.000 Судије: Илија Белошевић, Денис Хаџић, Радош Савовић |  |

| 16. 5. 2024. 19:00 | Извештај | Спартак Офис шуз                                                           | 80 : 74 | Војводина МТС                                          | Хала спортова Дудова шума, Суботица Гледаоци: 4.000 Судије: Саша Пукл, Миливоје Јовчић, Лука Кардум |  |
| 16. 5. 2024. 19:00 | Извештај | Четвртине: 20 : 22, 19 : 14, 19 : 18, 22 : 20                              |         |                                                        | Хала спортова Дудова шума, Суботица Гледаоци: 4.000 Судије: Саша Пукл, Миливоје Јовчић, Лука Кардум |  |
| 16. 5. 2024. 19:00 | Извештај | Поени: Барна 21 Скокови: Церовина 7 Асистенције: Гордић 6 Индекс: Тејић 16 |         | Канингам 28 Вучетић 6 Љубичић, Ракићевић 6 Канингам 30 | Хала спортова Дудова шума, Суботица Гледаоци: 4.000 Судије: Саша Пукл, Миливоје Јовчић, Лука Кардум |  |
| 16. 5. 2024. 19:00 | Извештај | 154 : 147                                                                  |         |                                                        | Хала спортова Дудова шума, Суботица Гледаоци: 4.000 Судије: Саша Пукл, Миливоје Јовчић, Лука Кардум |  |

| Првак Друге Јадранске лиге у кошарци 2023/24. |
| --------------------------------------------- |
| Спартак Суботица 1. титула                    |

## Статистика

### Најкориснији играчи кола
| Коло | Играч                | Екипа                 | Индекс |
| ---- | -------------------- | --------------------- | ------ |
| 1.   | Закари Натол         | Широки ТТ кабели      | 37     |
| 2.   | Џарод Вест           | Борац                 | 42     |
| 3.   | Блаж Махковиц        | Кансаи Хелиос         | 41     |
| 4.   | Јуре Планинић        | Пелистер              | 36     |
| 5.   | Александар Цветковић | Спартак Офис шуз      | 34     |
| 6.   | Филип Барна          | Спартак Офис шуз      | 38     |
| 7.   | Матео Чолак          | Широки ТТ кабели      | 31     |
| 8.   | Јуре Планинић (2)    | Пелистер              | 39     |
| 9.   | Јан Ребец            | Златибор Голд гондола | 32     |
| 10.  | Малком Бернард       | Кансаи Хелиос         | 34     |
| 11.  | Јуре Планинић (3)    | Пелистер              | 36     |
| 12.  | Брано Ђукановић      | Златибор Голд гондола | 44     |
| 13.  | Блаж Махковиц (2)    | Кансаи Хелиос         | 35     |
| ЧФ1  | Филип Барна (2)      | Спартак Офис шуз      | 36     |
| ЧФ2  | Џаред Канингам       | Војводина МТС         | 22     |
| ПФ1  | Дејлен Кунц          | Подгорица             | 28     |
| ПФ2  | Џаред Канингам (2)   | Војводина МТС         | 29     |
| Ф1   | Лука Церовина        | Спартак Офис шуз      | 15     |
| Ф2   | Марко Тејић          | Спартак Офис шуз      | 16     |

- [10]